# Le Quesne

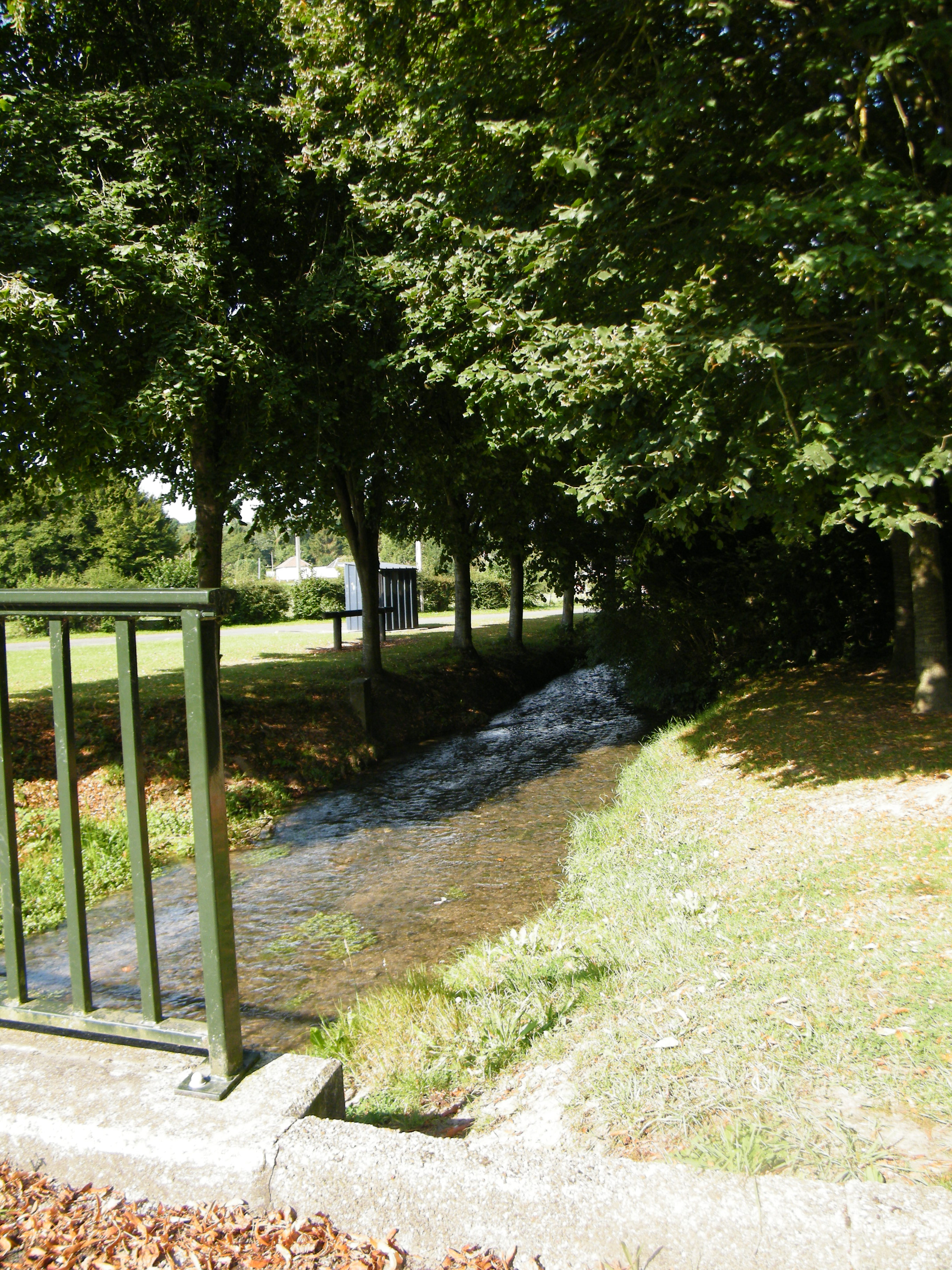
Le Liger, depuis le pont.

Le Quesne est une commune française située dans le département de la Somme, en région Hauts-de-France.

## Géographie

### Localisation
Le Quesne est un village picard du Vimeu.
Limitrophe de Beaucamps-le-Vieux, la localité est située à 27 km au sud d'Abbeville et à 36 km au sud-ouest d'Amiens à vol d'oiseau.
Le territoire de la commune est limitrophe de ceux de quatre communes.   
Les communes limitrophes sont Arguel, Beaucamps-le-Vieux, Liomer et Saint-Aubin-Rivière.

### Hydrographie

#### Réseau hydrographique
La commune est située dans le bassin Seine-Normandie. Elle est drainée par le Liger,.
Le Liger, d'une longueur de 14 km, prend sa source dans la commune de Lafresguimont-Saint-Martin et se jette  dans la Bresle à Senarpont, après avoir traversé huit communes.

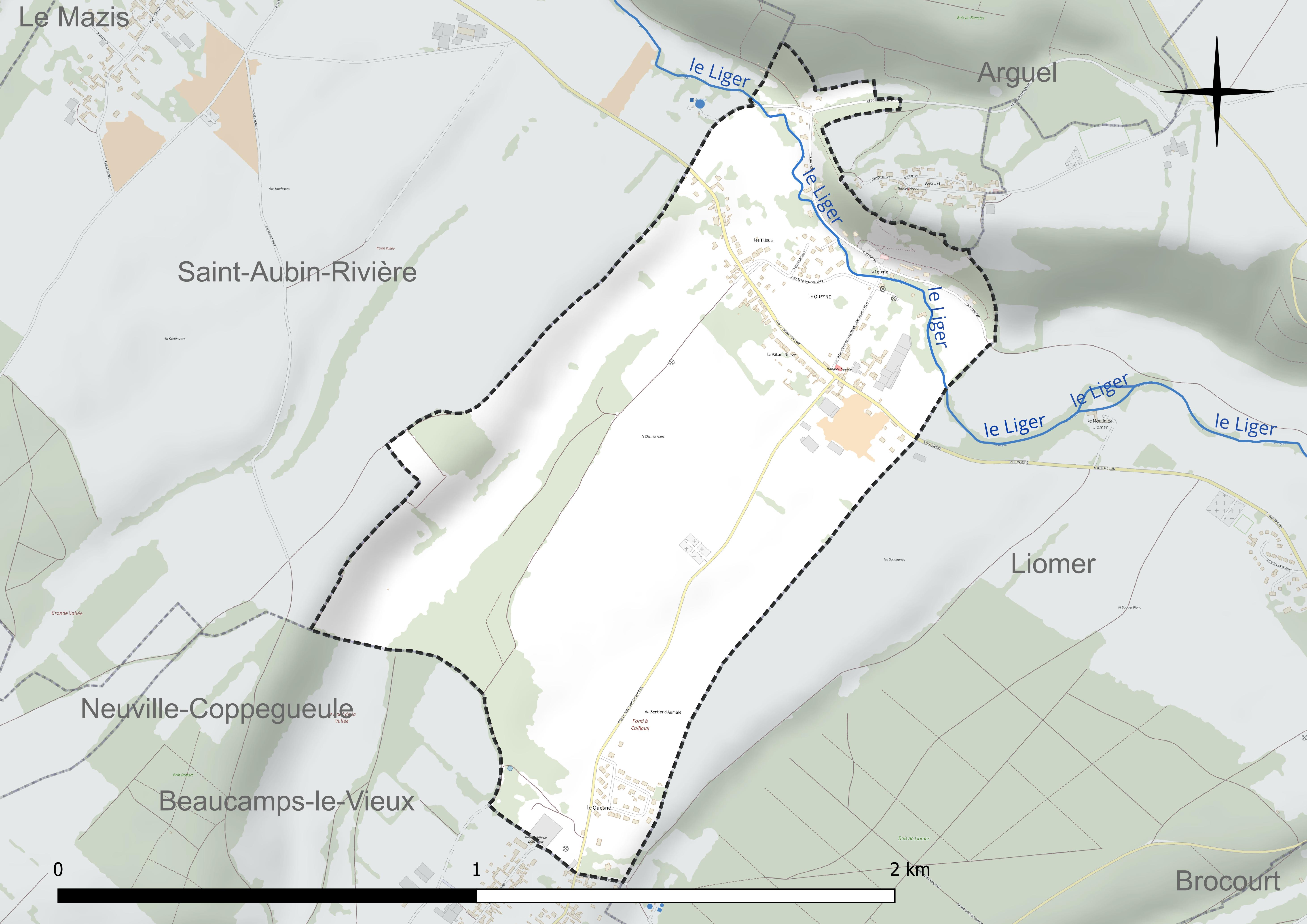
Réseau hydrographique du Quesne.

#### Gestion et qualité des eaux
Le territoire communal est couvert par le schéma d'aménagement et de gestion des eaux (SAGE) « Vallée de la Bresle ». Ce document de planification concerne un territoire de 748 km2 de superficie, délimité par le bassin versant de la Bresle. Le périmètre a été arrêté le 7 avril 2003 et le SAGE proprement dit a été approuvé le 18 août 2016. La structure porteuse de l'élaboration et de la mise en œuvre est le syndicat mixte d'aménagement, de gestion et de valorisation du bassin de la Bresle.
La qualité des cours d'eau peut être consultée sur un site dédié géré par les agences de l'eau et l'Agence française pour la biodiversité.

### Climat
Pour des articles plus généraux, voir Climat des Hauts-de-France et Climat de la Somme.
En 2010, le climat de la commune est de type climat océanique dégradé des plaines du Centre et du Nord, selon une étude du CNRS s'appuyant sur une série de données couvrant la période 1971-2000. En 2020, Météo-France publie une typologie des climats de la France métropolitaine dans laquelle la commune est exposée à un climat océanique et est dans la région climatique Côtes de la Manche orientale, caractérisée par un faible ensoleillement (1 550 h/an) ; forte humidité de l'air (plus de 20 h/jour avec humidité relative > 80 % en hiver), vents forts fréquents.
Pour la période 1971-2000, la température annuelle moyenne est de 10,2 °C, avec une amplitude thermique annuelle de 13,5 °C. Le cumul annuel moyen de précipitations est de 781 mm, avec 12,2 jours de précipitations en janvier et 8,5 jours en juillet. Pour la période 1991-2020, la température moyenne annuelle observée sur la station météorologique la plus proche, située sur la commune d'Oisemont à 11 km à vol d'oiseau, est de 11,1 °C et le cumul annuel moyen de précipitations est de 801,4 mm,. Pour l'avenir, les paramètres climatiques de la commune estimés pour 2050 selon différents scénarios d'émission de gaz à effet de serre sont consultables sur un site dédié publié par Météo-France en novembre 2022.

## Urbanisme

### Typologie
Au 1er janvier 2024, Le Quesne est catégorisée commune rurale à habitat dispersé, selon la nouvelle grille communale de densité à sept niveaux définie par l'Insee en 2022.
Elle est située hors unité urbaine et hors attraction des villes,.

### Occupation des sols
L'occupation des sols de la commune, telle qu'elle ressort de la base de données européenne d'occupation biophysique des sols Corine Land Cover (CLC), est marquée par l'importance des territoires agricoles (84,1 % en 2018), en diminution par rapport à 1990 (98,6 %). La répartition détaillée en 2018 est la suivante : 
prairies (45,1 %), terres arables (29,9 %), zones urbanisées (15,8 %), zones agricoles hétérogènes (9,1 %), forêts (0,1 %). L'évolution de l'occupation des sols de la commune et de ses infrastructures peut être observée sur les différentes représentations cartographiques du territoire : la carte de Cassini (XVIIIe siècle), la carte d'état-major (1820-1866) et les cartes ou photos aériennes de l'IGN pour la période actuelle (1950 à aujourd'hui).

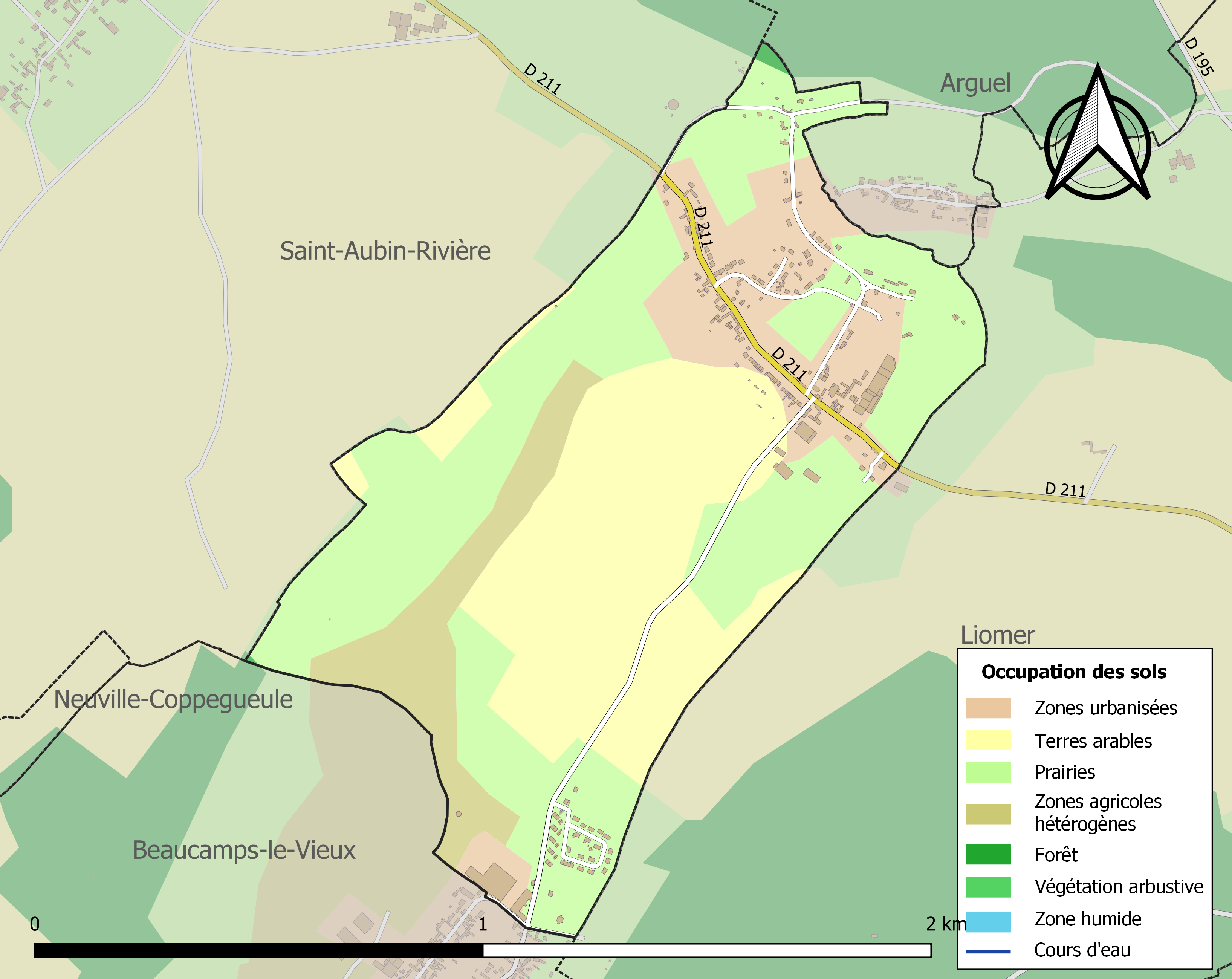
Carte des infrastructures et de l'occupation des sols de la commune en 2018 (CLC).

### Voies de communication et transports
La localité est desservie par la ligne d'autocars no 4 (Blangy-sur-Bresle - Amiens) et la ligne no 32 du réseau Trans'80, Hauts-de-France, chaque jour de la semaine sauf le dimanche et les jours fériés.

## Toponymie
Le nom de la localité est attesté sous les formes Quercus en 1161 (latinisation), Caisne en 1165, Le Quesne dès 1617, Quêne en 1747.
Il s'agit d'une formation toponymique médiévale qui consiste en un nom d'arbre employé absolument (sans suffixe, adjectif, appellatif ou anthroponyme). Quercus est une latinisation savante qui n'a rien à voir avec l'étymologie de Quesne, qui remonte, comme le français chêne, au gaulois cassanos devenu cassinos « chêne » et dont l'ancienne graphie Caisne relevée en 1165 porte encore trace. Le maintien du groupe initial /ca/ est caractéristique de la phonétique normanno-picarde constatée au nord de la ligne Joret.
La graphie Quesne avec un s est conservatrice, chêne se dit encore localement quêne tout comme dans l'ensemble de la Picardie occidentale et de la Normandie septentrionale. Les formes toponymiques suffixées sont Le Quesnel (Somme) « le petit chêne » et les différents Quesnoy « chênaie », dont il existe plusieurs exemples dans la Somme.

## Histoire
Des silex taillés ont été découverts sur le territoire communal.
En 1890, est construite une usine textile destinée à la production de tissus de jute et de chanvre. Elle emploie alors environ 300 ouvriers.
Une étoffe grossière blanche ou grise, la tiretaine, est alors à la mode. Elle est fabriquée par les ouvriers bélingers locaux.
Pendant la guerre 1914-1918, les hommes partis au front sont remplacés par des femmes qui fabriquent également des sangles pour l'armée, tout au long du conflit.

## Politique et administration

### Rattachements administratifs et électoraux
La commune se trouve dans l'arrondissement d'Amiens du département de la Somme. Pour l'élection des députés, elle fait partie depuis 2012 de la quatrième circonscription de la Somme.
Elle faisait partie depuis 1806 du canton de Hornoy-le-Bourg. Dans le cadre du redécoupage cantonal de 2014 en France, la commune est intégrée au canton de Poix-de-Picardie.

### Intercommunalité
La commune était membre de la communauté de communes du Sud-Ouest Amiénois, créée en 2004.
Dans le cadre des dispositions de la loi portant nouvelle organisation territoriale de la République du 7 août 2015, qui prévoit que les établissements publics de coopération intercommunale (EPCI) à fiscalité propre doivent avoir un minimum de 15 000 habitants, la préfète de la Somme propose en octobre 2015 un projet de nouveau schéma départemental de coopération intercommunale (SDCI) qui prévoit la réduction de 28 à 16 du nombre des intercommunalités à fiscalité propre du département.
Ce projet prévoit la « fusion des communautés de communes du Sud-Ouest Amiénois, du Contynois et de la région d'Oisemont », le nouvel ensemble de 37 412 habitants regroupant 120 communes,. À la suite de l'avis favorable de la commission départementale de coopération intercommunale en janvier 2016, la préfecture sollicite l'avis formel des conseils municipaux et communautaires concernés en vue de la mise en œuvre de la fusion.
La communauté de communes Somme Sud-Ouest (CC2SO), dont est désormais membre la commune, est ainsi créée au 1er janvier 2017.

### Liste des maires
| Période                                  | Période                      | Identité        | Étiquette | Qualité |
| ---------------------------------------- | ---------------------------- | --------------- | --------- | ------- |
| Les données manquantes sont à compléter. |                              |                 |           |         |
| avant 1988                               | ?                            | Claude Poiret   | DVG       |         |
| mars 2001                                | mai 2020                     | Michel Doinel   | PRG       |         |
| mai 2020                                 | En cours (au 8 octobre 2020) | Alexis Bourgois |           |         |

## Population et société

### Démographie
L'évolution du nombre d'habitants est connue à travers les recensements de la population effectués dans la commune depuis 1793. Pour les communes de moins de 10 000 habitants, une enquête de recensement portant sur toute la population est réalisée tous les cinq ans, les populations de référence des années intermédiaires étant quant à elles estimées par interpolation ou extrapolation. Pour la commune, le premier recensement exhaustif entrant dans le cadre du nouveau dispositif a été réalisé en 2007.

En 2022, la commune comptait 243 habitants, en évolution de −10,33 % par rapport à 2016 (Somme : −1,26 %, France hors Mayotte : +2,11 %).
| 1793 | 1800 | 1806 | 1821 | 1831 | 1836 | 1841 | 1846 | 1851 |
| ---- | ---- | ---- | ---- | ---- | ---- | ---- | ---- | ---- |
| 215  | 217  | 227  | 242  | 239  | 262  | 264  | 272  | 270  |

| 1856 | 1861 | 1866 | 1872 | 1876 | 1881 | 1886 | 1891 | 1896 |
| ---- | ---- | ---- | ---- | ---- | ---- | ---- | ---- | ---- |
| 243  | 237  | 252  | 244  | 258  | 280  | 278  | 267  | 265  |

| 1901 | 1906 | 1911 | 1921 | 1926 | 1931 | 1936 | 1946 | 1954 |
| ---- | ---- | ---- | ---- | ---- | ---- | ---- | ---- | ---- |
| 230  | 232  | 220  | 200  | 195  | 186  | 173  | 167  | 144  |

| 1962 | 1968 | 1975 | 1982 | 1990 | 1999 | 2006 | 2007 | 2012 |
| ---- | ---- | ---- | ---- | ---- | ---- | ---- | ---- | ---- |
| 144  | 168  | 303  | 373  | 313  | 300  | 281  | 278  | 284  |

| 2017 | 2022 | - | - | - | - | - | - | - |
| ---- | ---- | - | - | - | - | - | - | - |
| 267  | 243  | - | - | - | - | - | - | - |

## Culture locale et patrimoine

### Lieux et monuments
- Église Saint-Rémy.
- Oratoire Notre-Dame-de-Lourdes, derrière l'église, de 1875. Il renferme de nombreux ex-voto[33].
- Les larris, versants crayeux exposés au sud, à la biodiversité reconnue.

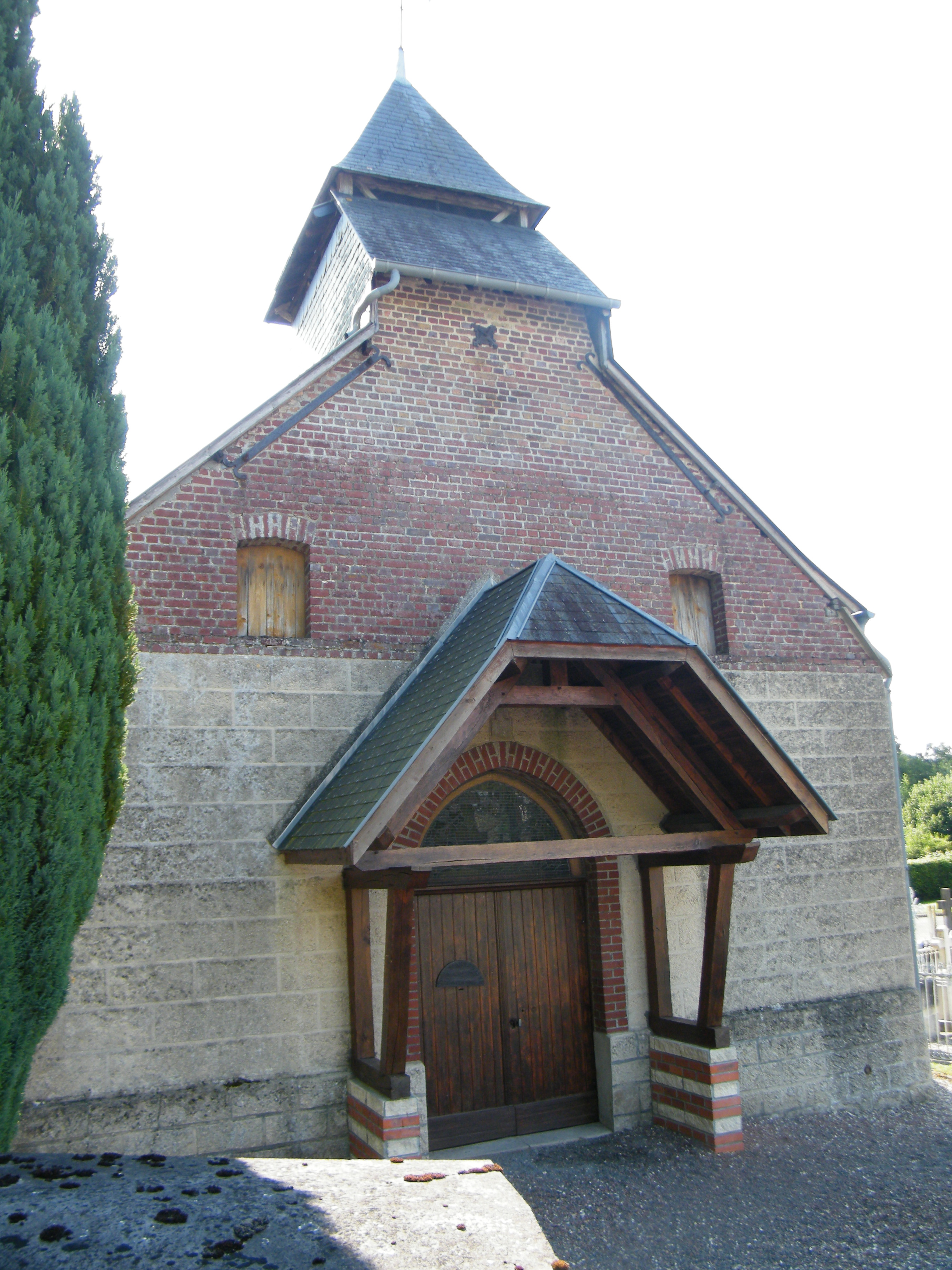
Clocher de Saint-Rémy.
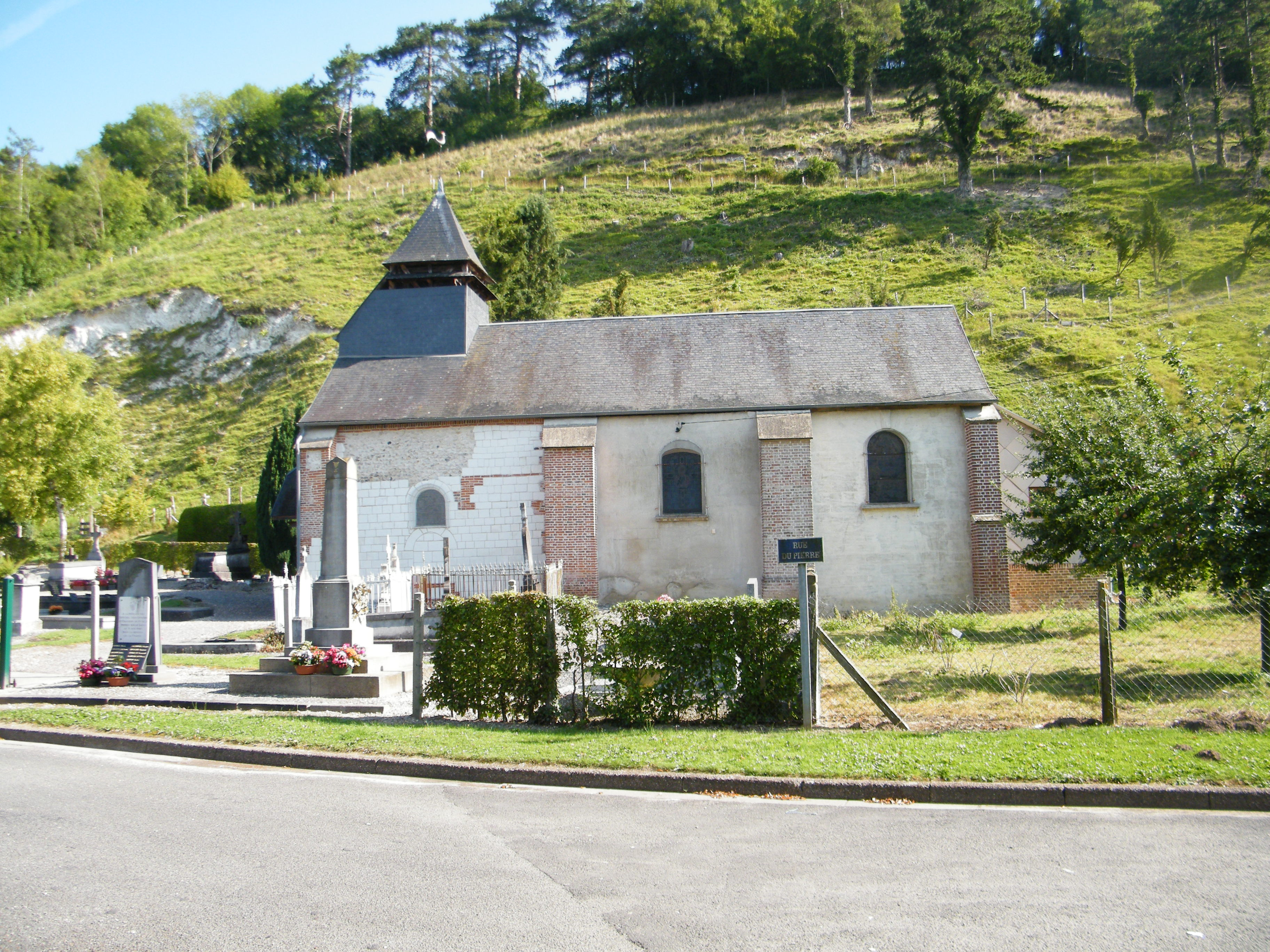
Autre vue de l'église.
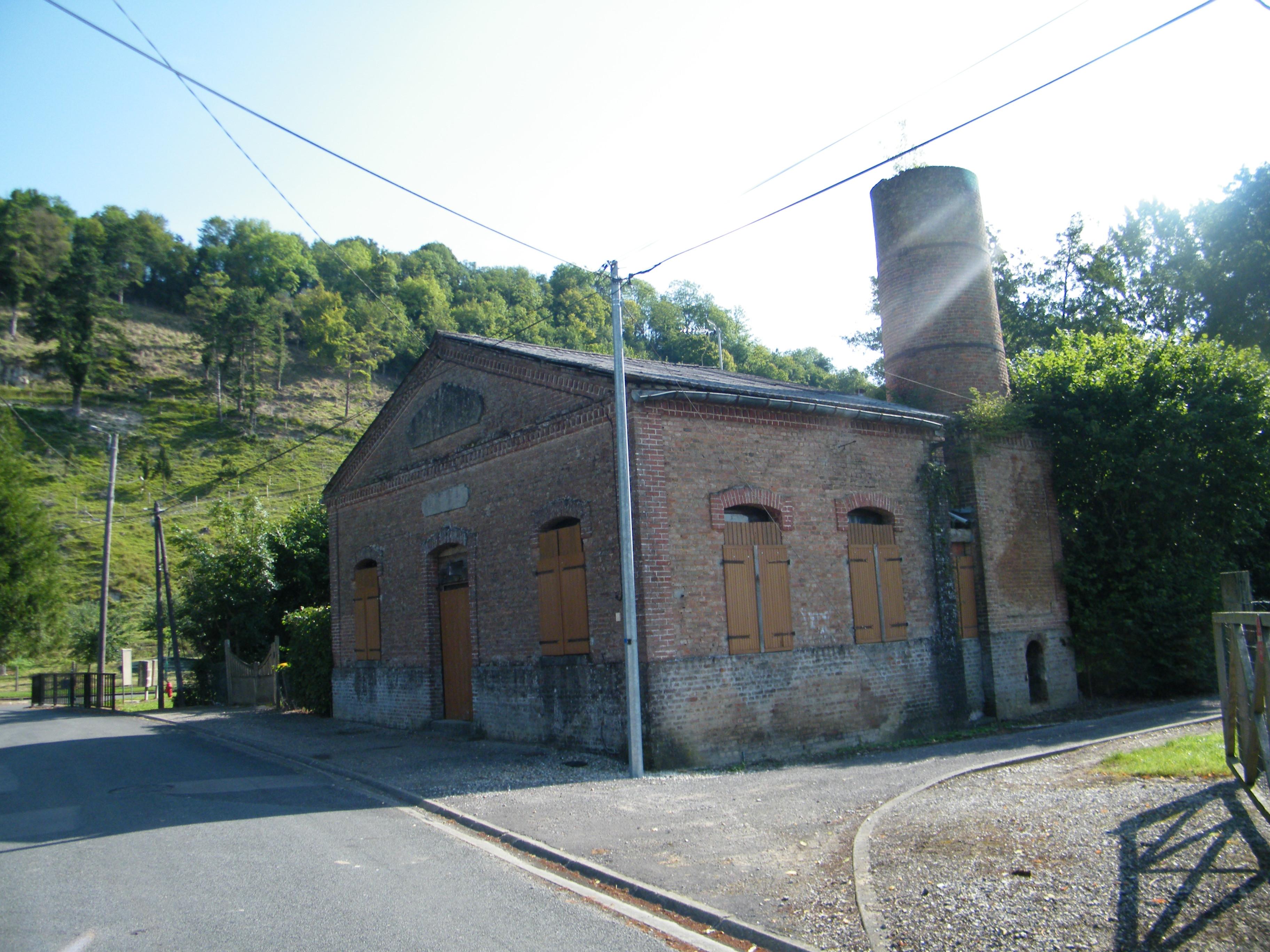
Ancien moulin à eau.
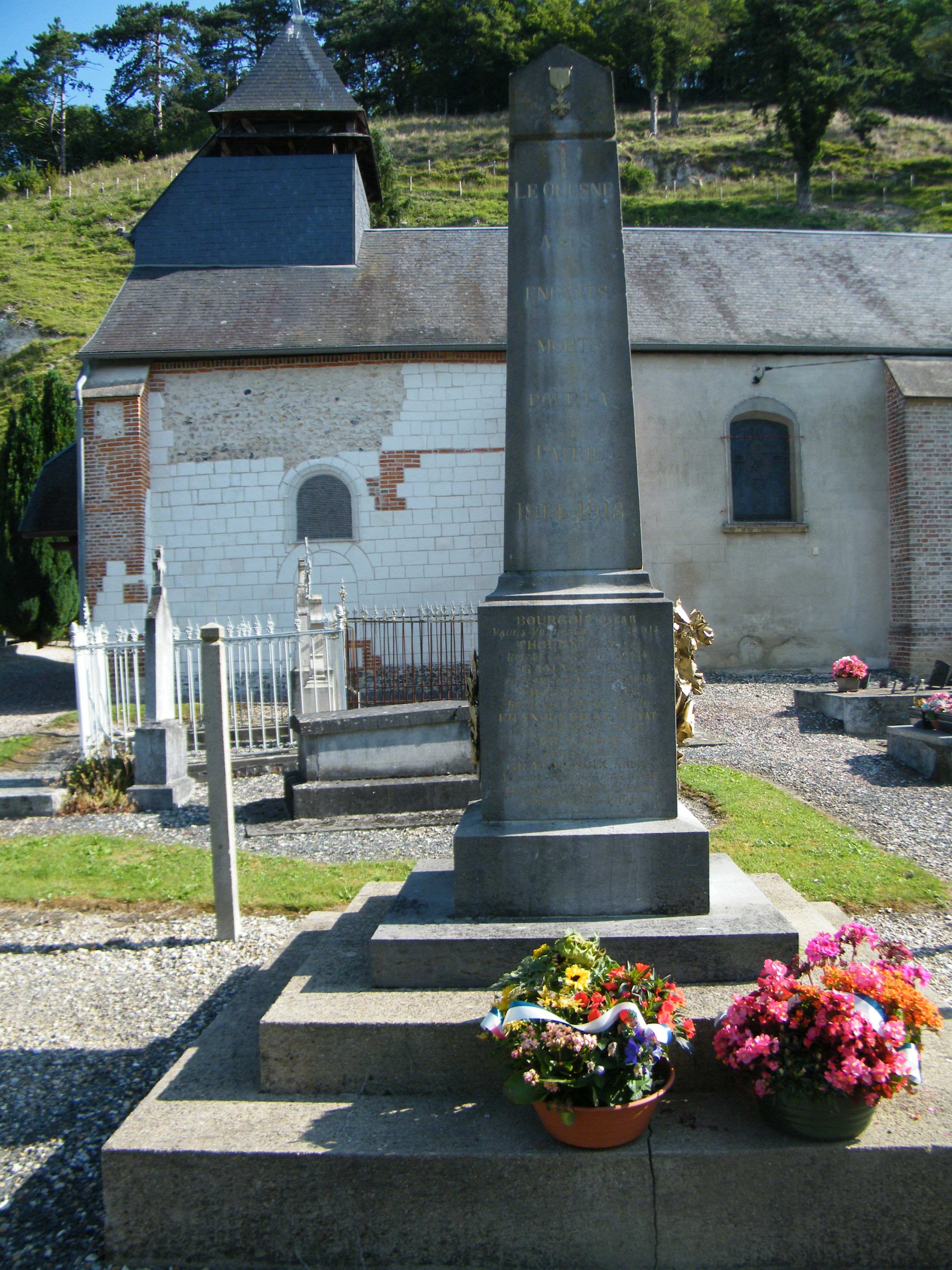
Monument.
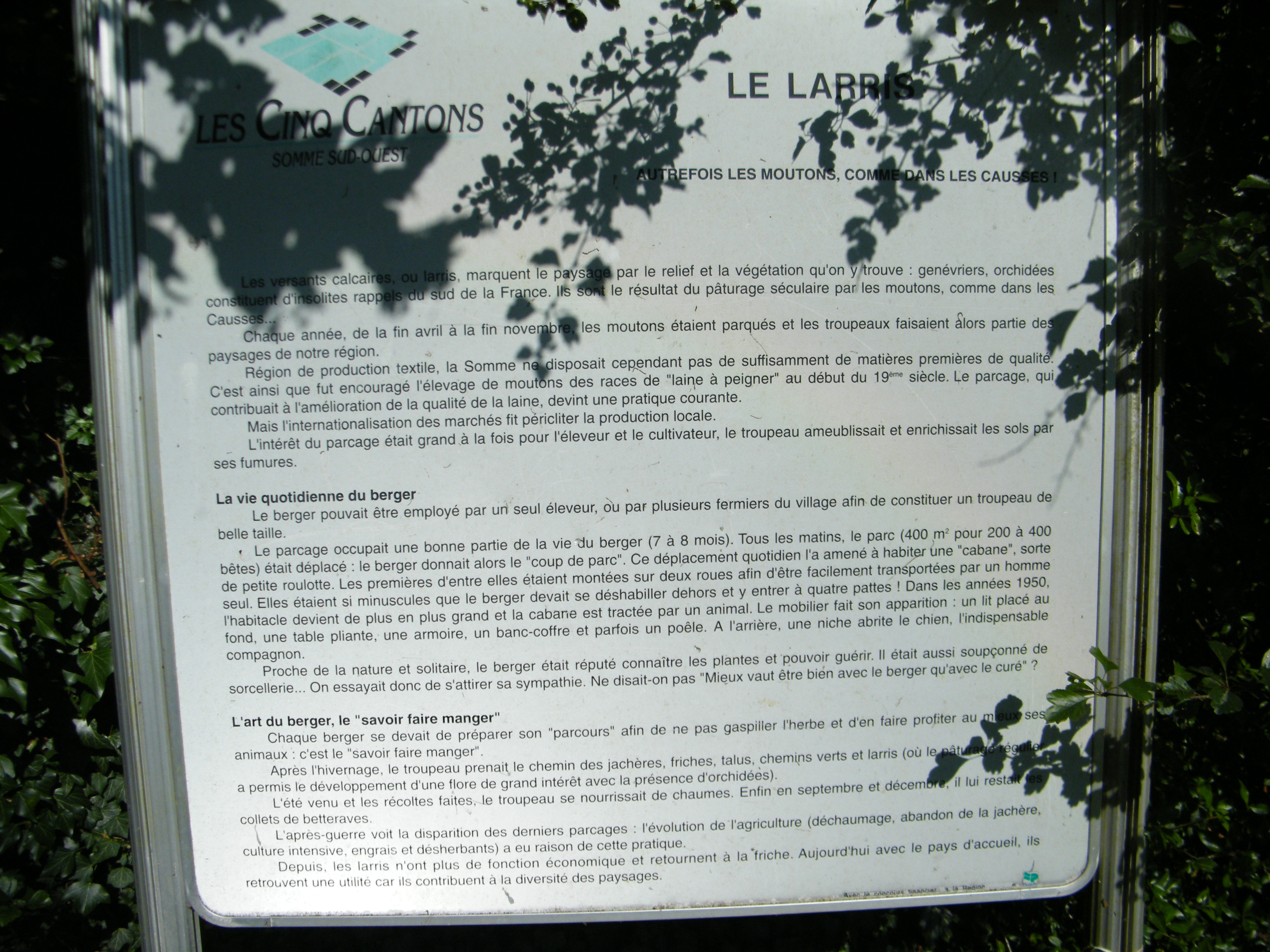
Les larris.

### Personnalités liées à la commune
- Sire Fulgence, enfant du village et hussard napoléonien, s'illustre lors de faits d'armes liés au passage de la Bérézina. Il est décoré pour ses actes de bravoure[20].

### Héraldique
| Blason de Le Quesne | Blason  | De vair au pal de gueules.                                   |
| Blason de Le Quesne | Détails | Le statut officiel du blason reste à déterminer.             |
| Blason de Le Quesne | Alias   | Un blason différent figure sur le fronton de l'école-mairie. |